# Parnell Park
Parnell Park è uno stadio irlandese della Gaelic Athletic Association, situato a Donnycarney, un paese vicino a Dublino.
Vanta una capienza di 13500 posti ed è l'impianto casalingo di Dublin GAA e su esso si disputano tutti gli sport gaelici: calcio gaelico, hurling, camogie, e calcio gaelico femminile. Parnell Park è soprannominato The Nell. Su questo campo la rappresentativa di calcio gaelico della contea disputa le partite della National Football League mentre, in occasione dell'All-Ireland Senior Football Championship, si trasferisce a Croke Park. Vicino al campo si trova la sede del Dublin County Board.

## Progetto
Parnell Park, come la maggior parte degli stadi principali irlandesi, presenta tribune ai quattro lati. La principale si trova sul lato Nord, ha un unico settore. È completamente coperta di seggiolini, ha una capienza di 2800 persone, è sormontata da un tetto e alla sua base si trovano negozi e servizi. Il resto del campo presenta anch'esso delle tribune coperte (a parte una parte della tribuna Sud), ma più piccole. Quella a Ovest è chiamata " The Church", per via della presenza della chiesa di Donnycarney alle sue spalle.
Nel 2004 iniziò l'insallazione dell'illuminazione artificiale. La prima partita giocata sotto i riflettori accesi fu Dublin GAA vs Mayo GAA, che vide i padroni di casa vincere per 2-13, 1-15.